# Celeia (hop)
Celeia (Styrian Golding C) (aka Styrian Celeia of Styrian Golding Celeia) is een hopvariëteit, gebruikt voor het brouwen van bier. Celeia is een triploïde hybride tussen een tetraploïde Styrian Golding en 105/58 hybride tussen Aurora (Super Styrian) en een Sloveense wilde hop. Deze hopvariëteit werd gekweekt in het Slovenian Institute for Hop Research and Brewing te Žalec en is genoemd naar de oude naam van de Sloveense stad Celje.
Deze hopvariëteit is een “aromahop”, bij het bierbrouwen voornamelijk gebruikt vanwege zijn aromatische eigenschappen.

## Kenmerken
- Alfazuur: 3-6,5%
- Bètazuur: 2-3,3%
- Eigenschappen: hoppig aroma en zachte aangename bitterheid